# آندرباکلی نورد
آندرباکلی نورد (به لاتین: Andrebakely Nord) یک منطقهٔ مسکونی در ماداگاسکار است که در آلائوترا-مانگورو واقع شده‌است. آندرباکلی نورد ۱۷٬۰۷۸ نفر جمعیت دارد و ۷۶۴ متر بالاتر از سطح دریا واقع شده‌است.